# Зденек Мікулашек
Зденек Мікулашек (15 травня 1947, Брно) — чеський астроном, який в основному займається фотометрією та інтерпретацією спектрів змінних зір. Він також викладає в Інституті теоретичної фізики та астрофізики факультету природничих наук Університету Масарика в Брно, а також займається популяризацією астрономії.

## Біографія
1972 року Зденек Мікулашек закінчив факультет природничих наук Університету Масарика в Брно. Спочатку викладав фізику в Технічному університеті у Брно. З 1972 року він працював в обсерваторії та планетарії Брно, де ненадовго став директором у 1977 році. Потім він керував обсерваторією Брно і залишився на посаді навіть після Оксамитової революції 1989 року. Під його керівництвом у 1990—2002 роках обсерваторія перетворилась на важливий навчальний і науковий заклад.
З 1995 року він почав також читати лекції з астрономії та астрофізики на факультеті природничих наук Університету Масарика. У 2001 році він був призначений доцентом, а у 2012 році — професором.

До 2016 року він опублікував 155 наукових праць, які отримали 595 посилань, тобто 3,8 посилання на одну статтю. Його індекс Гірша h = 14. Однак він також зробив значний внесок у популяризацію астрономії: наприклад, книга "Сто астрономічних помилок, викладених прямо", яку він написав у 1988 році разом зі Зденеком Горським і Зденеком Покорним, розійшлася накладом 135 000 примірників.

## Робота
В науковій роботі Мікулашек концентрується на дослідженні хімічно пекулярних зір, затемнених змінних зір і вивченні змін астроклімату.
Також він зробив значний внесок у популяризацію астрономії. Наприклад, спільно зі Зденеком Горським і Зденеком Покорним у 1988 році він написав книгу «Сто виправлених астрономічних помилок», яка вийшла накладом 135 000 примірників.